# Anne Rice
Howard Allen O'Brien, mais conhecida como Anne Rice (Nova Orleães, 4 de outubro de 1941 — 11 de dezembro de 2021), foi uma escritora norte-americana, autora de séries de terror e fantasia.
Ela mesma escolheu 'Anne' como primeiro nome, ao entrar na escola. Em 1956 perdeu a mãe, Katherine, e dois anos depois, com o pai casado novamente, a família mudou-se para a cidade de Richardson, no Texas, onde Anne conheceu seu futuro marido, o poeta e pintor Stan Rice, falecido em 2002.

## História
Em seus livros, invariavelmente apresenta os seus vampiros como indivíduos com paixões, teorias, sentimentos, defeitos e qualidades, tal como os seres humanos, mas, com a diferença de terem que lutar pela sua sobrevivência por meio do sangue de suas vítimas e sua própria existência que, para alguns deles, é um fardo a ser carregado através das décadas, séculos e até mesmo milênios.
Seu livro de maior sucesso é "Entrevista com o vampiro". Anne relata que escreveu esse livro em apenas uma semana, após a morte de sua filha por leucemia, retratada na personagem Cláudia. Entrevista com o Vampiro foi para as telas dos cinemas, sendo que Anne escreveu o roteiro e acompanhou de perto a produção. A decepção da autora foi quanto à escolha do ator para o personagem Lestat (Tom Cruise), sendo divulgado que ela o considerava apenas um rosto bonito, sendo sua preferência o ator Rutger Hauer (inclusive no livro A História do Ladrão de Corpos, através de uma fala de Lestat, ela indica isto). Contudo, após acompanhar a dedicação e o desempenho de Tom Cruise, Anne voltou atrás e elogiou a atuação do astro.
Já no segundo filme, "A Rainha dos Condenados", Anne não teve qualquer participação em nenhuma etapa de sua produção, o que pode explicar a pouca repercussão que o filme obteve e as extremas "licenças" poéticas que os produtores tomaram a liberdade de fazer descaracterizando pontos importantes da saga dos vampiros.
Em 2005, Rice anunciou que, após o falecimento de seu marido Stan Rice, deixaria de escrever obras sobre vampiros, bruxas e outros seres fantásticos e se dedicaria a outros tipos de gêneros literários.
Em Christ The Lord: Out of Egypt, lançado em 2005, Rice despede-se dos seus temas habituais para escrever um retrato curioso de um Jesus aos sete anos de idade, partindo do Egito com a família, para voltar para sua casa em Nazaré.

## Morte
Morreu em 11 de dezembro de 2021 por complicações decorrentes de um derrame cerebral.

## Livros publicados

### Série Crônicas Vampirescas
- Interview with the Vampire (1976) - Entrevista com o Vampiro
- The Vampire Lestat (1985) - O Vampiro Lestat
- The Queen of the Damned (1988) - A Rainha dos Condenados
- The Tale of the Body Thief (1992) - A História do Ladrão de Corpos
- Memnoch the Devil (1995) - Memnoch
- The Vampire Armand (1998) - O Vampiro Armand
- Merrick (2000) - Merrick
- Blood and Gold (2001) - Sangue e Ouro
- Blackwood Farm (2002) - A Fazenda Blackwood
- Blood Canticle (2003) - Cântico de Sangue
- Prince Lestat (2014) - Príncipe Lestat
- Prince Lestat and the Realms of Atlantis (2017) - Príncipe Lestat e os Reinos de Atlântida
- Blood Communion: A tale of Prince Lestat (2018)

### Série Novos Contos de Vampiros
- Pandora (1997) - Pandora
- Vittorio the Vampire (1999) - Vittorio, O Vampiro

### Série Bruxas Mayfair
- The Witching Hour (1990) - A Hora das Bruxas I e II
- Lasher (1993) - Lasher
- Taltos (1994) - Taltos

### Série Bela Adormecida
(todos como A. N. Roquelaure)
- The Claiming of Sleeping Beauty (1983) - Os desejos da Bela Adormecida
- Beauty's Punishment (1984) - O Castigo da Bela adormecida
- Beauty's Release (1985) - A Libertação (ou "liberdade") da Bela Adormecida

### Série Cristo Senhor
- Christ The Lord: Out of Egypt (2005) - Cristo Senhor: A Saída do Egito
- Christ The Lord: The Road to Cana (2008) - Cristo Senhor: O Caminho para Canaã

### Série Songs of the Seraphim
- Angel Time (2009) - Tempo dos Anjos
- Of Love and Evil (2010) - De Amor e Maldade

### Série The Wolf Gift Chronicles
- The Wolf Gift (2013) - A Dádiva do Lobo
- The Wolves Of Midwinter (2013) - Os Lobos da Invernia

### Romances únicos
- The Feast of All Saints (1979) - A Festa de Todos os Santos
- Cry to Heaven (1982)  - Chore para o Céu
- Exit to Eden (1985) (como Anne Rampling)
- Belinda (1986) (como Anne Rampling)
- The Mummy (1989) - A Múmia ou Ramsés, o Maldito
- Servant of the Bones (1996) - O Servo dos Ossos
- Violin (1997) - Violino
- The Master of Rampling Gate (2002) - O Senhor de Rampling Gate (Publicado no Brasil no livro “Os 13 Melhores Contos de Vampiros”, de Flávio Moreira da Costa)
- Ramses the Damned: The Passion of Cleopatra (2018)

### Autobiografia
- Called Out of Darkness (2008)